# Six Feet Under (zespół muzyczny)
Six Feet Under – amerykańska grupa wykonująca muzykę z pogranicza groove i death metalu. Powstała w 1994 roku w miejscowości Tampa w stanie Floryda z inicjatywy wokalisty Chrisa Barnesa, ówczesnego wokalisty Cannibal Corpse i gitarzysty Obituary Allena Westa. W swej twórczości zespół nawiązywał do takich zagadnień jak śmierć, morderstwo, przemoc, polityka i marihuana.
Do 2010 roku zespół wydał osiem albumów studyjnych oraz szereg pomniejszych wydawnictw, w tym trzy części z serii Graveyard Classics zawierające interpretacje z repertuaru cenionych grup muzycznych. Według danych z 2003 roku wydawnictwa zespołu w samych Stanach Zjednoczonych sprzedały się w nakładzie 370 660 egzemplarzy.

## Historia

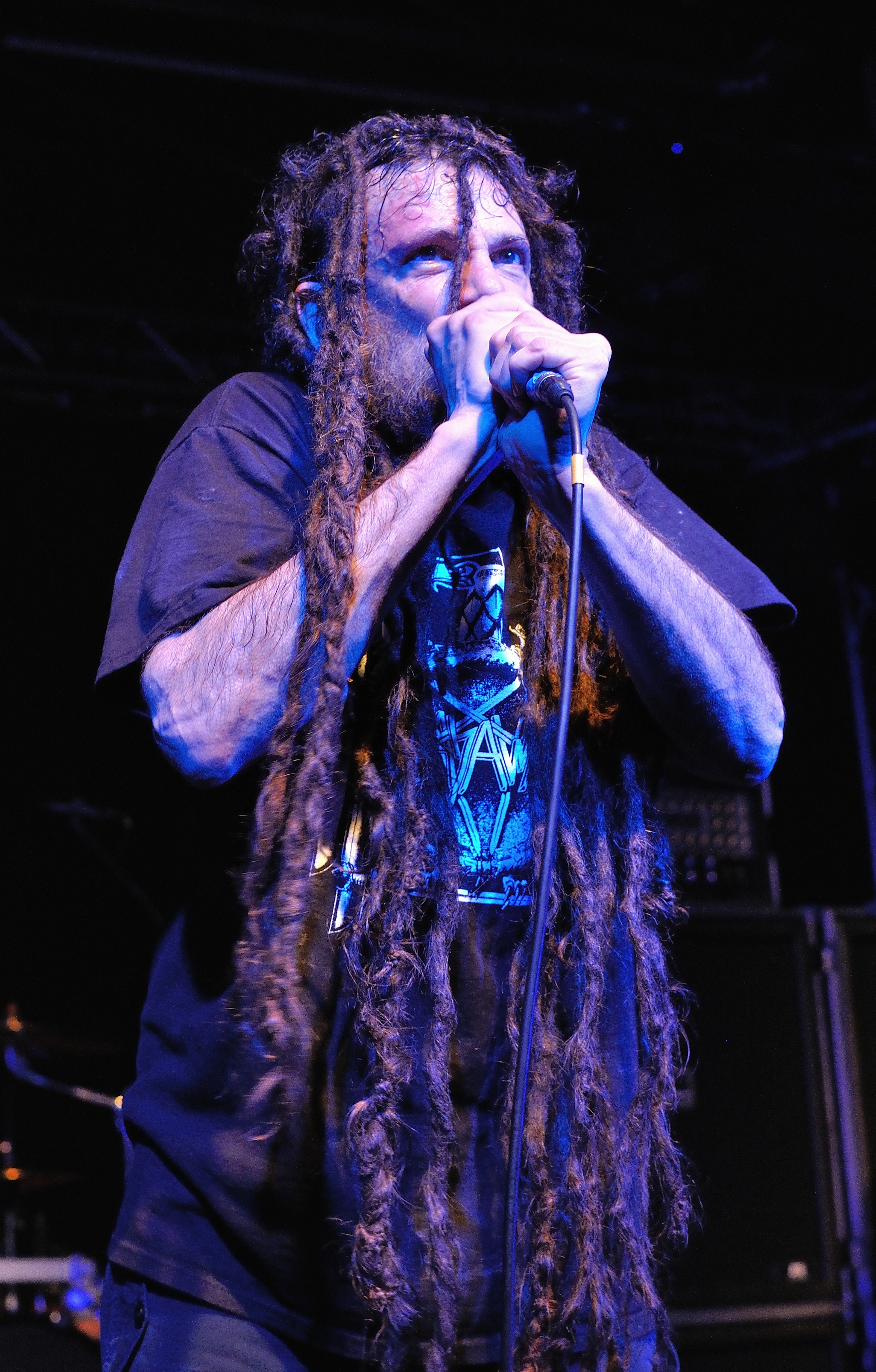
Chris Barnes, 2015

Zespół powstał w 1994 roku w miejscowości Tampa w stanie Floryda z inicjatywy wokalisty Chrisa Barnesa wstępującego wówczas w zespole Cannibal Corpse oraz ówczesnego gitarzysty Obituary Allena Westa. Wkrótce potem dołączył perkusista Greg Gall i basista Terry Butler. W początkowym okresie działalności muzycy grali w lokalnych klubach interpretacje utworów innych zespołów. Również w 1994 roku grupa podpisała kontrakt z wytwórnią muzyczną Metal Blade Records.
Pierwszy album Six Feet Under zatytułowany Haunted ukazał się 1 września 1995 roku. Płyta została zarejestrowana we współpracy z Brianem Slagelem i Scottem Burnsem. W tym okresie Chris Barnes określił Six Feet Under jako swój priorytet w ramach działalności artystycznej. W następstwie w 1996 roku Barnes odszedł z Cannibal Corpse. 29 października tego samego roku ukazał się minialbum Alive and Dead. Drugi album studyjny pt. Warpath ukazał się 9 września 1997 roku.
W 1998 roku West odszedł z zespołu, zastąpił go Steve Swanson znany z występów w Massacre. 13 lipca 1999 roku ukazał się trzeci album zespołu zatytułowany Maximum Violence. W przeciwieństwie do poprzednich wydawnictw teksty odwoływały się do pojęcia przemocy. Oprócz autorskich kompozycji na płcie ukazała się interpretacja utworu „War Machine” z repertuaru Kiss. Ciesząca się popularnością płyta sprzedała się w nakładzie 100 000 egzemplarzy na świecie. 30 października 2000 roku ukazała się kompilacja Graveyard Classics zawierająca m.in. utwory z repertuaru Scorpions, Black Sabbath, Deep Purple i Accept.
22 maja 2001 roku ukazała się kaseta VHS pt. Maximum Video, zawierająca trudno dostępne materiały wideo nagrane podczas koncertów. 7 sierpnia tego samego roku ukazał się album True Carnage. Gościnnie w nagraniach wziął udział raper Ice-T, który wystąpił w utworze „One Bullet left”. Z kolei w utworze „Sick and Twisted” wystąpiła Karyn Crisis. Wydawnictwo zadebiutowało na 18. miejscu listy Billboard Top Heatseekers w Stanach Zjednoczonych. Latem 2002 roku zespół odbył szereg koncertów w Ameryce. Występy Six Feet Under poprzedzały zespoły Skinless i Sworn Enemy. Zarejestrowany 14 czerwca koncert ukazał się na pierwszym albumie koncertowym formacji pt. Double Dead Redux. We wrześniu muzycy koncertowali wraz z Hatebreed. Natomiast we wrześniu Six Feet Under wystąpił w Europie wraz z grupami Kataklysm i Dying Fetus.
30 stycznia 2003 roku ukazało się pierwsze DVD zespołu pt. Double Dead. Na płycie znalazł się koncert nagrany 14 czerwca poprzedniego roku w St. Paul w stanie Minnesota. 23 września tego samego roku został wydany album Bringer of Blood. Natomiast w październiku muzycy odbyli pięciotygodniową trasę po Ameryce Północnej. 9 sierpnia 2004 roku ukazało się DVD zatytułowane Live With Full Force & Maximum Video. Z kolei 19 października ukazał się album Graveyard Classics II. Na płycie ukazała się interpretacja całego albumu Back in Black australijskiej grupy rockowej AC/DC. 21 marca 2005 roku ukazał się kolejny album studyjny pt. 13. W ramach promocji zespół odbył europejską trasę koncertową wraz z Mantas. Natomiast 31 października ukazał się box A Decade in the Grave. Wydawnictwo obejmowało cztery płyty CD oraz płytę DVD zawierającą teledyski oraz nagrania dokumentujące występy na żywo. W listopadzie również 2005 roku Barnes dołączył do fińskiego zespołu death metalowego Torture Killer. Wokalista z nowym zespołem nagrał album pt. Swarm!, który ukazał się rok później.
Rok 2006 muzycy Six Feet Under spędzili podczas licznych koncertów, które poprzedziły nagrania kolejnego albumu studyjnego. 17 kwietnia 2007 roku ukazał się album pt. Commandment. Płyta uzyskała szereg pozytywnych recenzji. W ramach promocji zespół odbył trasę koncertową wraz z grupami Finntroll, Belphegor i Nile. W styczniu 2008 roku Barnes odszedł z zespołu Torture Killer. Wokalistę zastąpił Juri Sallinen. 11 listopada tego samego roku został wydany album Death Rituals. Nagrania odbyły się w studiu Morrisound Recording. 19 stycznia 2010 roku ukazała się trzeci album z interpretacjami pt. Graveyard Classics III. Na płycie znalazły się utwory pochodzące z repertuaru takich grup jak: Ramones, Slayer, Van Halen i Metallica. W styczniu 2011 roku grupę opuścili basista Terry Butler i perkusista Greg Gall. Nowym perkusistą formacji został Kevin Talley znany z występów w grupach Misery Index i DÅÅTH. Skład został także poszerzony o drugiego gitarzystę – Roba Arnolda z zespołu Chimaira.

## Muzycy

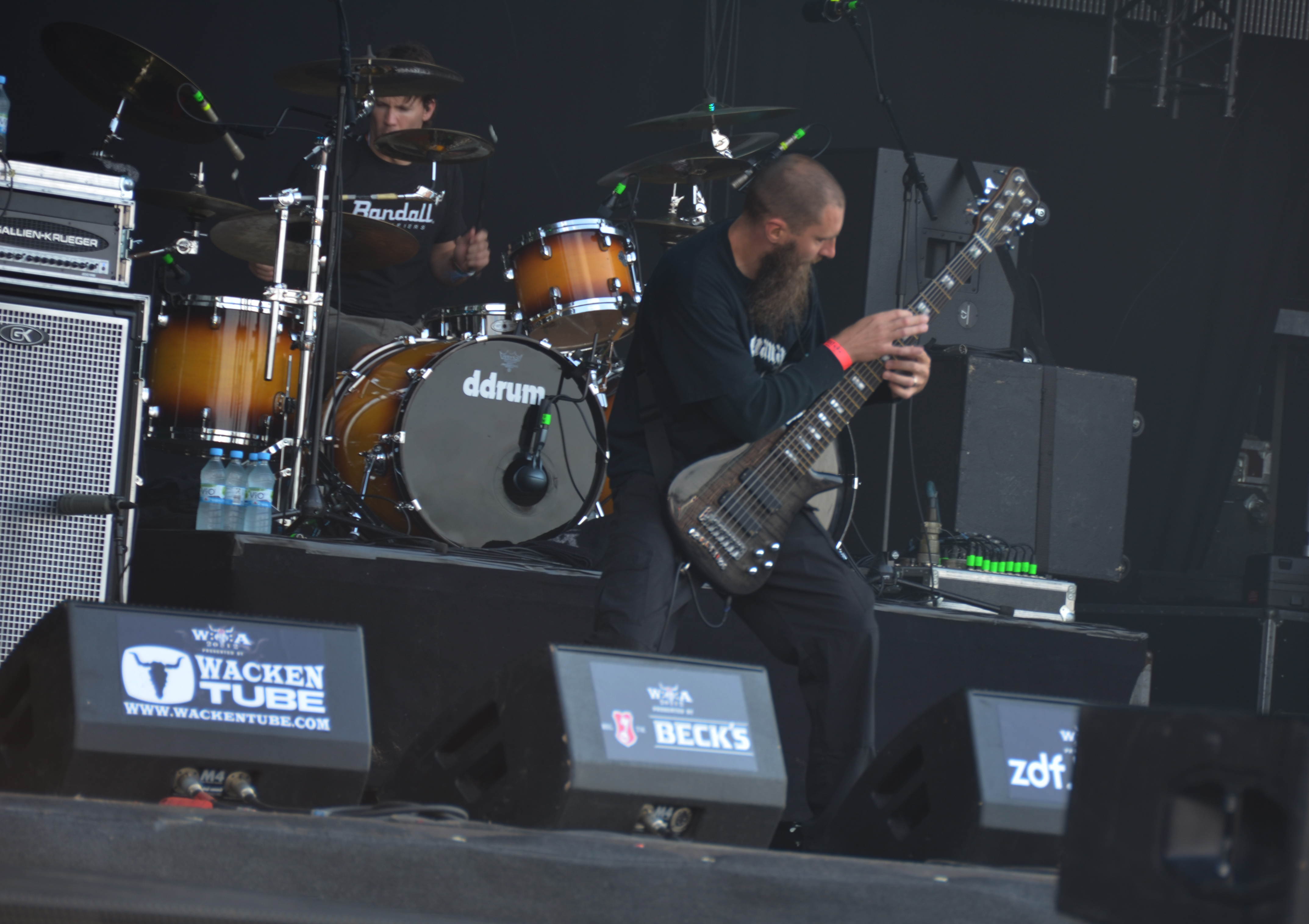
Kevin Talley i Jeff Hughell, 2012

| Obecny skład zespołu - Chris Barnes – wokal prowadzący (od 1993) - Jeff Hughell – gitara basowa (od 2012) - Marco Pitruzzella – perkusja (od 2013) - Ray Suhy – gitara (od 2016) - Jack Owen – gitara (od 2017) Muzycy koncertowi - Victor Brandt – gitara basowa (2015) |  | Byli członkowie zespołu - Terry Butler – gitara basowa (1993-2011) - Greg Gall – perkusja (1993-2011) - Allen West – gitara (1993-1998) - Steve Swanson – gitara (1998-2016) - Matt DeVries – gitara basowa (2011–2012) - Kevin Talley – perkusja (2011–2013) - Rob Arnold – gitara (2011–2012) - Ola Englund – gitara (2012–2013) |

## Dyskografia
Albumy studyjne
| Haunted                                 | - Data: 26 września 1995 - Wydawca: Metal Blade Records    | –   | –  | –   | –  | –  | –  |                  |
| Warpath                                 | - Data: 9 września 1997 - Wydawca: Metal Blade Records     | –   | –  | –   | –  | 35 | –  |                  |
| Maximum Violence                        | - Data: 7 lipca 1999 - Wydawca: Metal Blade Records        | –   | 68 | –   | –  | 30 | –  |                  |
| True Carnage                            | - Data: 6 sierpnia 2001 - Wydawca: Metal Blade Records     | –   | 40 | –   | 12 | 18 | 69 |                  |
| Bringer of Blood                        | - Data: 22 września 2003 - Wydawca: Metal Blade Records    | –   | 36 | –   | 20 | 22 | –  | - USA: 4,3 tys.+ |
| 13                                      | - Data: 21 marca 2005 - Wydawca: Metal Blade Records       | –   | 51 | –   | 41 | 36 | 62 |                  |
| Commandment                             | - Data: 17 kwietnia 2007 - Wydawca: Metal Blade Records    | –   | 58 | –   | 37 | 12 | 70 | - USA: 3,0 tys.+ |
| Death Rituals                           | - Data: 11 listopada 2008 - Wydawca: Metal Blade Records   | –   | 64 | –   | –  | 14 | –  | - USA: 2,3 tys.+ |
| Undead                                  | - Data: 21 maja 2012 - Wydawca: Metal Blade Records        | –   | 65 | 186 | 33 | 6  | –  | - USA: 2,7 tys.+ |
| Unborn                                  | - Data: 18 marca 2013 - Wydawca: Metal Blade Records       | 148 | 85 | –   | –  | 17 | –  | - USA: 1,9 tys.+ |
| Crypt of the Devil                      | - Data: 5 maja 2015 - Wydawca: Metal Blade Records         | 187 | 42 | –   | 33 | 13 | –  | - USA: 1,9 tys.+ |
| Torment                                 | - Data: 24 lutego 2017 - Wydawca: Metal Blade              | –   | –  | –   | –  | –  | –  |                  |
| Nightmares of the Decomposed            | - Data: 2 października 2020 - Wydawca: Metal Blade Records | –   | –  | –   | –  | –  | –  |                  |
| Killing for Revenge                     | - Data: 5 maja 2024 - Wydawca: Metal Blade Records         | –   | –  | –   | –  | –  | –  |                  |
| „–” oznacza, że album nie był notowany. |                                                            |     |    |     |    |    |    |                  |

Tribiute albumy
| Graveyard Classics                               | - Data: 24 października 2000 - Wydawca: Metal Blade Records | –  |                  |
| Graveyard Classics II                            | - Data: 19 września 2004 - Wydawca: Metal Blade Records     | –  |                  |
| Graveyard Classics III                           | - Data: 19 stycznia 2010 - Wydawca: Metal Blade Records     | 31 | - USA: 0,8 tys.+ |
| Graveyard Classics IV – The Number of the Priest | - Data: 27 maja 2016 - Wydawca: Metal Blade Records         | –  | - USA: 0,5 tys.+ |
| „–” oznacza, że album nie był notowany.          |                                                             |    |                  |

Minialbumy
| Tytuł          | Dane dot. albumu                                            |
| -------------- | ----------------------------------------------------------- |
| Alive and Dead | - Data: 28 października 1996 - Wydawca: Metal Blade Records |

Kompilacje
| Tytuł                 | Dane dot. albumu                                            |
| --------------------- | ----------------------------------------------------------- |
| A Decade in the Grave | - Data: 31 października 2005 - Wydawca: Metal Blade Records |

Albumy wideo
| Tytuł                                | Dane dot. albumu                                        |
| ------------------------------------ | ------------------------------------------------------- |
| Maximum Video                        | - Data: 22 maja 2001 - Wydawca: Metal Blade Records     |
| Double Dead                          | - Data: 5 listopada 2002 - Wydawca: Metal Blade Records |
| Live With Full Force & Maximum Video | - Data: 9 sierpnia 2004 - Wydawca: Metal Blade Records  |
| Wake the Night! Live in Germany      | - Data: 31 stycznia 2011 - Wydawca: Metal Blade Records |

## Teledyski
| Tytuł                                        | Rok  | Reżyseria          | Album            | Źródło |
| -------------------------------------------- | ---- | ------------------ | ---------------- | ------ |
| „Lycanthropy”                                | 1996 | –                  | Haunted          | [ 34 ] |
| „Manipulation”                               | 1997 | David Roth         | Warpath          | [ 35 ] |
| „Victim of the Paranoid”                     | 1999 | David Roth         | Maximum Violence | [ 34 ] |
| „The Day the Dead Walked”                    | 2002 | David Roth         | True Carnage     | [ 34 ] |
| „Amerika the Brutal”                         | 2003 | David Aronson      | Bringer of Blood | [ 36 ] |
| „Bringer of Blood”                           | 2004 | Ronald Mathes      | Bringer of Blood | [ 34 ] |
| „Dead and Buried (Living Life in the Grave)” | 2004 | Jerry Clubb        | –                | [ 37 ] |
| „Shadow of the Reaper”                       | 2005 | Gary Smithson      | 13               | [ 38 ] |
| „Deathklaat”                                 | 2005 | Ronald Mathes      | 13               | [ 39 ] |
| „Ghosts of the Undead”                       | 2007 | Mario Framingheddu | Commandment      | [ 40 ] |
| „Doomsday”                                   | 2007 | Mario Framingheddu | Commandment      | [ 41 ] |
| „Seed of Filth”                              | 2008 | Mario Framingheddu | Death Rituals    | [ 42 ] |